# Lupinus garfieldensis
Lupinus garfieldensis är en ärtväxtart som beskrevs av Charles Piper Smith. Lupinus garfieldensis ingår i släktet lupiner, och familjen ärtväxter. Inga underarter finns listade i Catalogue of Life.